# Нестерварка
Нестерва́рка (укр. Нестерварка) — село в Украине, находится в Тульчинском районе Винницкой области.
Код КОАТУУ — 0524382907. Население по переписи 2001 года составляет 2479 человек. Почтовый индекс — 23609. Телефонный код — 4335.
Занимает площадь 2,017 км².

## История Нестерварки
Город Тульчин строился на основе крепости Нестервар. Таким образом, территория Нестерварки послужила началом образования Тульчина.

## Адрес местного совета
23607, Винницкая область, Тульчинский р-н, с. Кинашев, ул. Желюка, 2, тел. 2-36-00; 2-38-54